# Stenhomalus satoi
Stenhomalus satoi là một loài bọ cánh cứng trong họ Cerambycidae.